# USS LST-576
O USS LST-576 foi um navio de guerra norte-americano da classe LST que operou durante a Segunda Guerra Mundial.